# Европейский университет в Санкт-Петербурге
АНООВО «Европейский университет в Санкт-Петербурге» (ЕУСПб, неформально — Европейский университет) — негосударственное высшее учебное заведение, расположенное в Санкт-Петербурге. Университет основан в 1994 году.

## Университетскийкампус

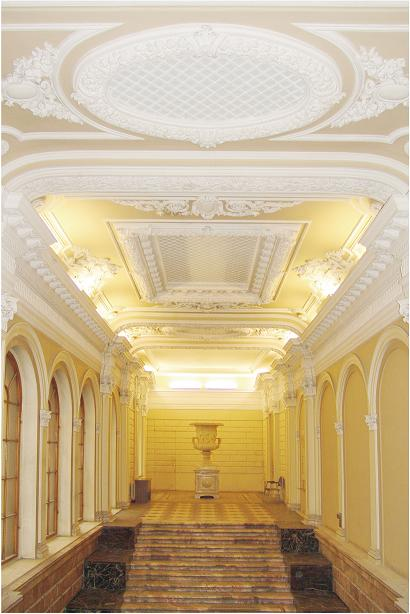
Главная лестница университета

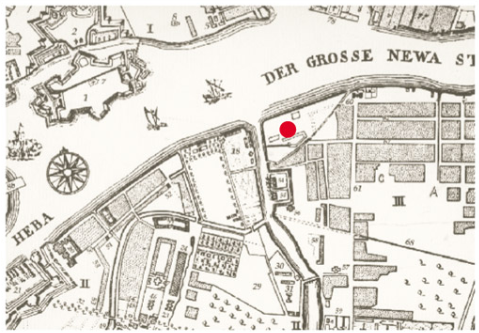
Месторасположение университета на карте XVIII века

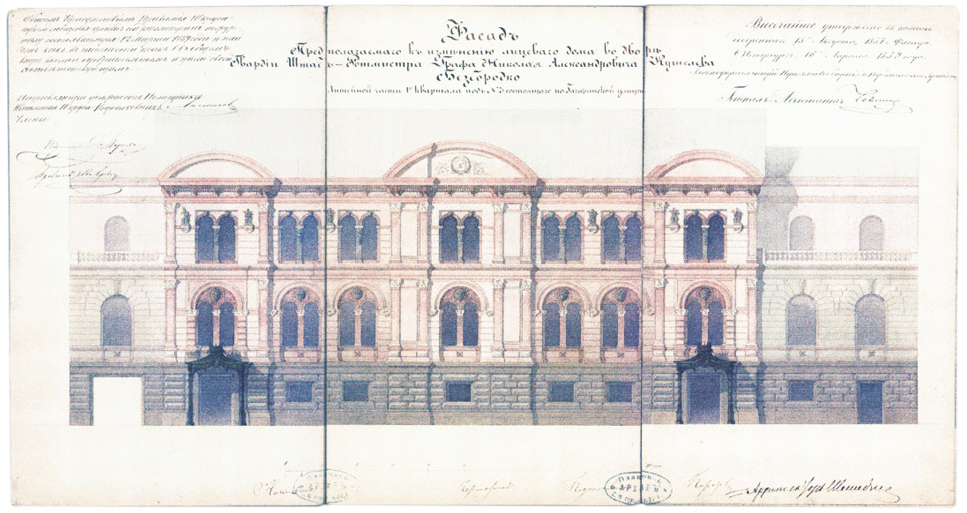
Проект нового фасада особняка А. Г. Кушелева-Безбородко, архитектор Э. Я. Шмидт (1859)

С момента основания в 1994 году все основные университетские офисы, аудитории, администрация, библиотека, вычислительный центр, а также университетское издательство располагаются по адресу: Гагаринская улица, д. 3А, в историческом центре города, неподалёку от Невы и Летнего сада. Главное здание ЕУСПб — это бывший особняк графа А. Г. Кушелева-Безбородко, сенатора в годы правления императора Николая I. Здание построено в XIX веке и известно как Малый мраморный дворец или дворец Екатерины Долгоруковой — морганатической жены Александра II.
С 2007 года университет также имеет общежитие для иногородних студентов. Оно находится по адресу: ул. Жуковского, д. 21, в бывшем доме акционерного общества печатного дела «Слово».
В 2013 году ЕУСПб провёл международный архитектурный конкурс по преобразованию главного здания и приспособлению его под нужды университета. В конкурсе участвовали такие архитекторы, как Жан-Мишель Вильмотт, Рем Колхас, Сергей Чобан и Эрик ван Эгераат. Победителем оказался проект Жана-Мишеля Вильмотта. Реализация проекта должна была начаться осенью 2016 года, но из-за судебных тяжб была отложена.
Во второй половине 2017 года университет приобрёл в собственность новое здание по адресу Гагаринская ул., д. 6/1 А, где планировал разместить сотрудников и студентов на время реконструкции дворца. То же здание рассматривалось и как возможный кампус будущего бакалавриата при расширении университета. Однако, ввиду тяжб с городским правительством, повлёкшим вынужденное выселение университета из дворца, с сентября 2017 года новое здание стало основным кампусом ЕУСПб.
27 ноября 2020 года стало известно, что Европейский университет приобрёл за 250 миллионов рублей особняк Серебряковой (набережная Кутузова, 22 / Гагаринская улица, 2) неподалёку от своего здания по Гагаринской улице, 6. Новое здание стало площадкой для проведения открытых лекций и научных семинаров, его реконструкция планируется также на основании международного архитектурного корпуса.

## История
Идея создания университета, который бы отличался от традиций государственной системы высшего образования в России, родилась в конце 1980-х годов. В те времена группа людей из академических кругов Санкт-Петербурга обсуждала идею нового, независимого и свободного университета, который заполнил бы пробелы в российской системе преподавания социальных и гуманитарных наук. Название «Европейский» было предложено Львом Клейном, профессором археологии Санкт-Петербургского государственного университета, и одним из энтузиастов, способствовавших основанию ЕУСПб. По воспоминаниям Л. С. Клейна: «В конце 1980-х годов (помнится, это был 1987 год) я прочёл в газетах сообщение о том, что в Москве создаётся Американский университет (он начал действовать позже, в 1990), и подумал, что идея интересная. Ведь она позволяет пресечь „отток мозгов“ и привлечь иностранных инвесторов для того, чтобы поднять до мирового уровня отстающие отрасли науки и обучения. Особенно те отрасли, которые были запрещены в советское время (генетика, кибернетика, социология, сексология и др.) или сильно искажены советскими идеологическими догмами, изоляцией и политической фальсификацией (история, литературоведение, искусствоведение и проч.). Но коль скоро американские фонды уже использованы москвичами, остаётся опереться на европейскую помощь. <…> А Петербург ведь ― „окно в Европу“. Вот я и решил попытаться организовать в нашем городе Европейский университет. В Москве ― Американский, у нас ― Европейский».
Подобный институт должен был объединить лучшие академические и финансовые ресурсы России и Западной Европы. В начале 1990-х годов концепция Европейского университета приняла конкретную форму при активном участии первого мэра Санкт-Петербурга Анатолия Собчака и занимавшего в то время пост президента Санкт-Петербургского отделения института социологии РАН Бориса Фирсова, а также многих других представителей интеллигенции, игравших важную роль в культурной и академической жизни города.

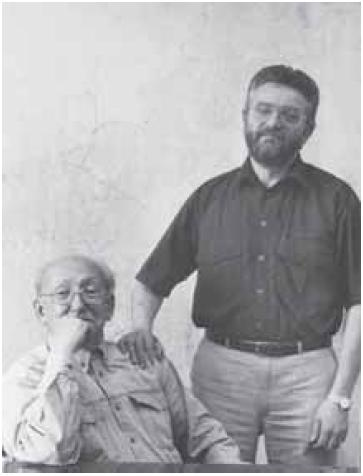
«Два капитана» Б. М. Фирсов и Н. Б. Вахтин написали первую «Концепцию ЕУСПб» в 1992 г.

28 ноября 1994 года состоялась государственная регистрация университета в Санкт-Петербурге. Были утверждены устав и учредительный договор. В состав учредителей вошли Комитет по управлению городским имуществом Санкт-Петербурга, Санкт-Петербургский экономико-математический институт РАН, Социологический институт РАН, Санкт-Петербургский союз учёных.
Весна 1995 года ознаменовалась согласованием с городскими властями вопроса участия городского бюджета в оплате аренды и эксплуатации университетского здания в доме № 3 по Гагаринской улице (в то время улице Фурманова).
Осенью 1995 года в ЕУСПб начали работать Открытые аспирантские курсы (ОАК) — образовательная программа, не ведущая к получению академической степени. В декабре того же года университетом были получены средства от Фонда Сороса (HESP) на открытие компьютерного класса и библиотеки.
В январе 1996 года руководители HESP, Фонда Форда и Фонда МакАртуров приняли решение о выделении для ЕУСПб гранта на основную академическую программу, первый приём на которую был осуществлён в сентябре того же года. Четыре факультета: экономики, этнологии, истории и политических наук и социологии — получили первые лицензии на дневное обучение студентов.
В сентябре 1997 года началась реализация программы факультета истории искусств в формате открытых аспирантских курсов, появились первые образовательные и научные центры. Факультет политических наук и социологии осуществил первый приём студентов на международную программу по российским и евразийским исследованиям (IMARS, сейчас — IMARES), читаемую на английском языке. Позднее в университете появились ещё две англоязычные магистерские программы.
В сентябре 2000 года осуществлён первый набор слушателей на основную академическую программу факультета истории искусств.
В августе 2002 года состоялась формальная регистрация университета как Института дополнительного профессионального образования «Европейский университет в Санкт-Петербурге».
В июле 2004 года ЕУСПб получил государственную аккредитацию российского Федерального агентства по образованию. С того момента университет получил право на выдачу своим выпускникам дипломов, признаваемых на всей территории российского государства и использующих государственную символику Российской Федерации.
В июле 2006 года ЕУСПб получил государственную лицензию на аспирантуру.
В мае 2007 года, следуя изменениям в российском законодательстве, Европейский университет стал первым высшим учебным заведением в Санкт-Петербурге и вторым ВУЗом в России, учредившим фонд целевого капитала — т. н. эндаумент.
В начале 2007 года университет получил грант Европейской комиссии в размере € 673,000 для осуществления проекта «Межрегиональная электоральная сеть поддержки» (МЭСП) по улучшению мониторинга выборов в России. Этот факт вызвал резкую критику деятельности ЕУСПб со стороны российского правительства. Реализация проекта МЭСП в Европейском университете была прекращена решением его Учёного совета 28 января 2008 года.
Тем не менее неделю спустя после проведённой инспекции пожарной безопасности Европейский университет был закрыт решением суда. Занятия в ЕУСПб были прекращены в течение шести недель с 7 февраля по 21 марта 2008 года. Закрытие университета вызвало волну протеста со стороны студентов, преподавателей, а также широкого круга академических и общественных деятелей в России и за рубежом. В конце концов уровень соблюдения правил пожарной безопасности был признан судом достаточным, и 24 марта 2008 года университет возобновил занятия. Студенты смогли закончить семестр вовремя. С тех пор работа ЕУСПб продолжалась в обычном режиме.
О событиях весны 2008 года, получивших неофициальное название «пожарный кризис», профессором факультета антропологии ЕУСПб Ильёй Утехиным был снят 50-минутный фильм «Пуговка». Фильм демонстрировался в Санкт-Петербурге, а затем в 2011 году на очередной встрече выпускников ЕУСПб в Берлине.
В дальнейшем отношения с властями нормализовались, университет поддерживал хорошие отношения с правительством Российской Федерации и администрацией города, что следует, в том числе, из визитов и встреч с высокопоставленными чиновниками в ЕУСПб. Так, например, 4 июня 2009 года с преподавателями и студентами Университета встречался министр образования и науки РФ Андрей Фурсенко, а 7 сентября 2009 года академический год был открыт речью заместителя губернатора Санкт-Петербурга Михаила Осеевского. 5 сентября 2011 года на церемонии открытия учебного года с приветственным словом к аудитории обратился заместитель председателя Комитета по науке и высшей школе Санкт-Петербурга Александр Матвеев. 30 июля 2012 года ректор ЕУСПб, профессор политических наук и социологии Олег Хархордин вошёл в состав Совета по науке и образованию при Президенте РФ.
14 октября 2016 года Рособрнадзор «за неисполнение предписания в установленные сроки» запретил приём в университет. 9 декабря 2016 года появилась информация о приостановке лицензии Европейского университета (распоряжение Федеральной службы по надзору в сфере образования и науки (Рособрнадзор) № 3205-07 от 7 декабря 2016 года). Всего на момент лишения лицензии в университете обучались около 200 студентов.
Решением Арбитражного суда от 13.12.2016 № А40-235549/16-147-2076 действие распоряжения Рособрнадзора от 07.12.2016 № 3205-07 «О приостановлении действия лицензии на осуществление образовательной деятельности АНООВО „ЕУСПб“» приостановлено. На основании этого решения в реестре на сайте Рособрнадзора текущий статус лицензии АНООВО «ЕУСПб» был изменён на «Действует». 20 марта 2017 года Арбитражный суд Санкт-Петербурга и Ленинградской области принял решение об аннулировании лицензии ЕУСПб. В июле 2017 года администрация университета сообщила, что не станет подавать апелляционные жалобы и просто начнёт оформление новой лицензии.
Президент Российской Федерации В. В. Путин трижды в ответ на письма с ситуацией вокруг университета и занимаемого им здания писал резолюцию «поддержите»; руководство университета затрудняется определить, у кого хватает влияния давить на университет, который поддерживает президент. 10 августа 2018 года после очередной подачи документов Рособрнадзор издал приказ о предоставлении Европейскому университету лицензии на осуществление образовательной деятельности. Как пишет корреспондент газеты «Коммерсантъ» Мария Карпенко, «позицию относительно соответствия Европейского университета лицензионным требованиям в Рособрнадзоре поменяли после того, как в российском правительстве произошли изменения: сферу высшего образования стали курировать министр Михаил Котюков и вице-премьер Татьяна Голикова, а член попечительского совета ЕУ Алексей Кудрин получил должность председателя Счётной палаты».

## Особенности системы обучения и управления
Наследием советского периода в области образования и науки явилось разделение преподавательской и научной деятельности: к концу XX века первым в России занимались, как правило, вузы, а вторым — исследовательские институты Академии наук. Тогда как в Европе и США на развитие университетов сильно повлияли идеи Вильгельма Гумбольдта, согласно которым в центре университетского образования должно быть непосредственное участие студентов в научных исследованиях.
С самого начала своего существования ЕУСПб представлял собой «исследовательский университет» в духе и по модели Гумбольдта, в котором гармонично сочеталась учебная и научная деятельность. В 1990-е годы это был довольно редкий для России тип учебного заведения: так называемая обучающая аспирантура — аналог «graduate school» в американских университетах. Идея создания образовательной программы по социальным и гуманитарным наукам, сочетающей исследовательскую деятельность с интенсивным курсом обучения, возникла ещё в 1991 г. и через три года была реализована в Петербурге при поддержке международных благотворительных фондов. Позже идея «исследовательского университета» получила широкое распространение и в других вузах страны, благодаря введению статуса национального исследовательского университета.
Другой отличительной особенностью ЕУСПб является система управления вузом, основанная на концепции смешанного участия в управлении университетом. В его основе лежат два принципа. Во-первых, в управлении университетом должны участвовать все заинтересованные группы: управляющий внешний совет, президент и его административный аппарат, профессорско-преподавательский состав и студенты (студенческий совет). Во-вторых, право принятия решений должно делегироваться той из групп, которая обладает большей компетентностью в вопросе. Успех реализации модели shared governance в ЕУСПб позволяет представителям университета продвигать концепцию смешанного управления на самом высоком уровне, включая, например, Петербургский международный экономический форум, Министерство образования и науки Российской Федерации и др.

## Финансирование деятельности университета
С момента основания финансирование деятельности ЕУСПб в основном осуществлялось из частных источников. За время своего существования университет получал финансовые дотации и гранты от муниципального правительства и думы Санкт-Петербурга, фонда Джона и Катрин Макартуров, фонда Форда, международной программы поддержки высшего образования института «Открытое Общество» фонда Джорджа Сороса, программ TACIS/TEMPUS, INTAS, фонда Спенсера, фонда Карнеги, немецких фондов ZEIT-Stiftung и Фриц Тиссен, российских Российского фонда фундаментальных исследований (РФФИ) и Российского гуманитарного научного фонда (РГНФ), а также Фонда «Династия». В 2005—2009 годах ЕУСПб был 17-м в мире по объёму финансирования, полученного от института «Открытое общество». В 2013—2015 годах ЕУСПб входил в первую десятку рейтинга высших учебных заведений страны, участвующих в стипендиальной программе Благотворительного фонда Владимира Потанина.

### Целевой капитал исбор пожертвований
C ростом размеров университета и поиском новых моделей финансирования ЕУСПб создал специальное подразделение, занимающееся сбором пожертвований. Подразделение занимается привлечением средств частных компаний, корпораций и индивидуальных доноров на пополнение развитие учебных и исследовательских программ, а также инфраструктуры университета.
В середине 2000-х годов в России был введён в действие Федеральный закон о целевом капитале (ФЦК, или так называемом эндаументе) для решения задач долгосрочного финансирования некоммерческих организаций (НКО). Основной капитал эндаумента вкладывается в ценные бумаги, недвижимость или другие активы и остаётся в неприкосновенности длительное время. Это гарантирует вузам, которые также относятся к НКО, регулярный доход, а значит и определённую финансовую устойчивость даже при сокращении других поступлений. Кроме того, наличие эндаумента и его развитие со временем позволяет получать значительные дополнительные средства в бюджет и, как следствие, заметное преимущество перед вузами-конкурентами, не уделяющими должного внимания развитию ФЦК.
В 2007 году ЕУСПб первым в Санкт-Петербурге и вторым в России (после бизнес-школы «Сколково») зарегистрировал свой фонд целевого капитала. Кроме того, ЕУСПб оказался первым вузом в стране, который фактически стал привлекать в эндаумент средства. В настоящее время эндаумент ЕУСПб является одним из самых больших в России.

## Структура

### Ректоры университета
- Борис Фирсов (1995—2003)
- Николай Вахтин (2003—2009)
- Олег Хархордин (2009—2017)
- Николай Вахтин (2017—2018)
- Вадим Волков (с 1 сентября 2018 года)

### Факультеты
- Факультет антропологии
- Факультет истории
- Факультет истории искусств
- Факультет социологии
- Факультет политических наук
- Факультет экономики

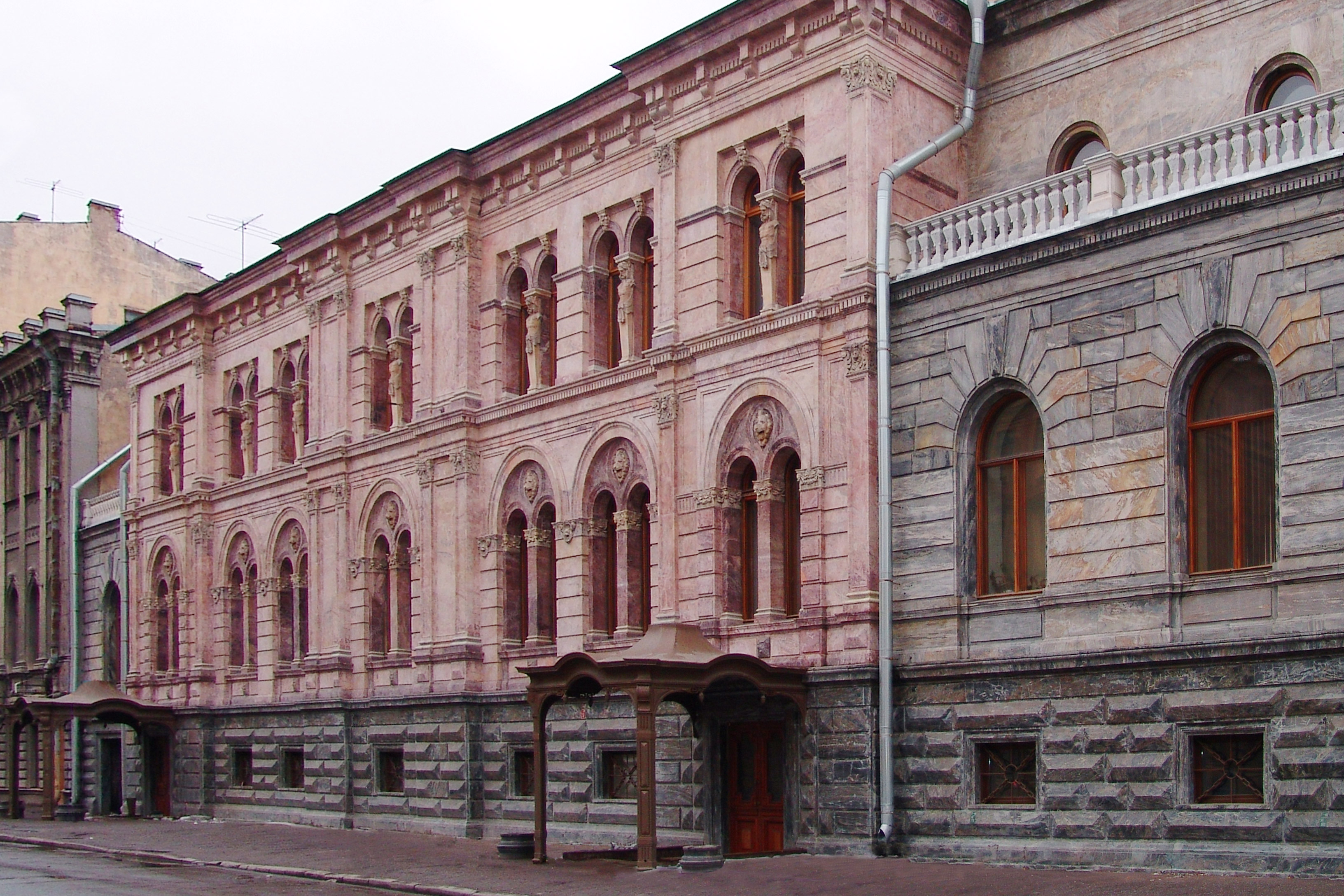
Здание университета до сентября 2017 года

- Центр практической философии «Стасис»

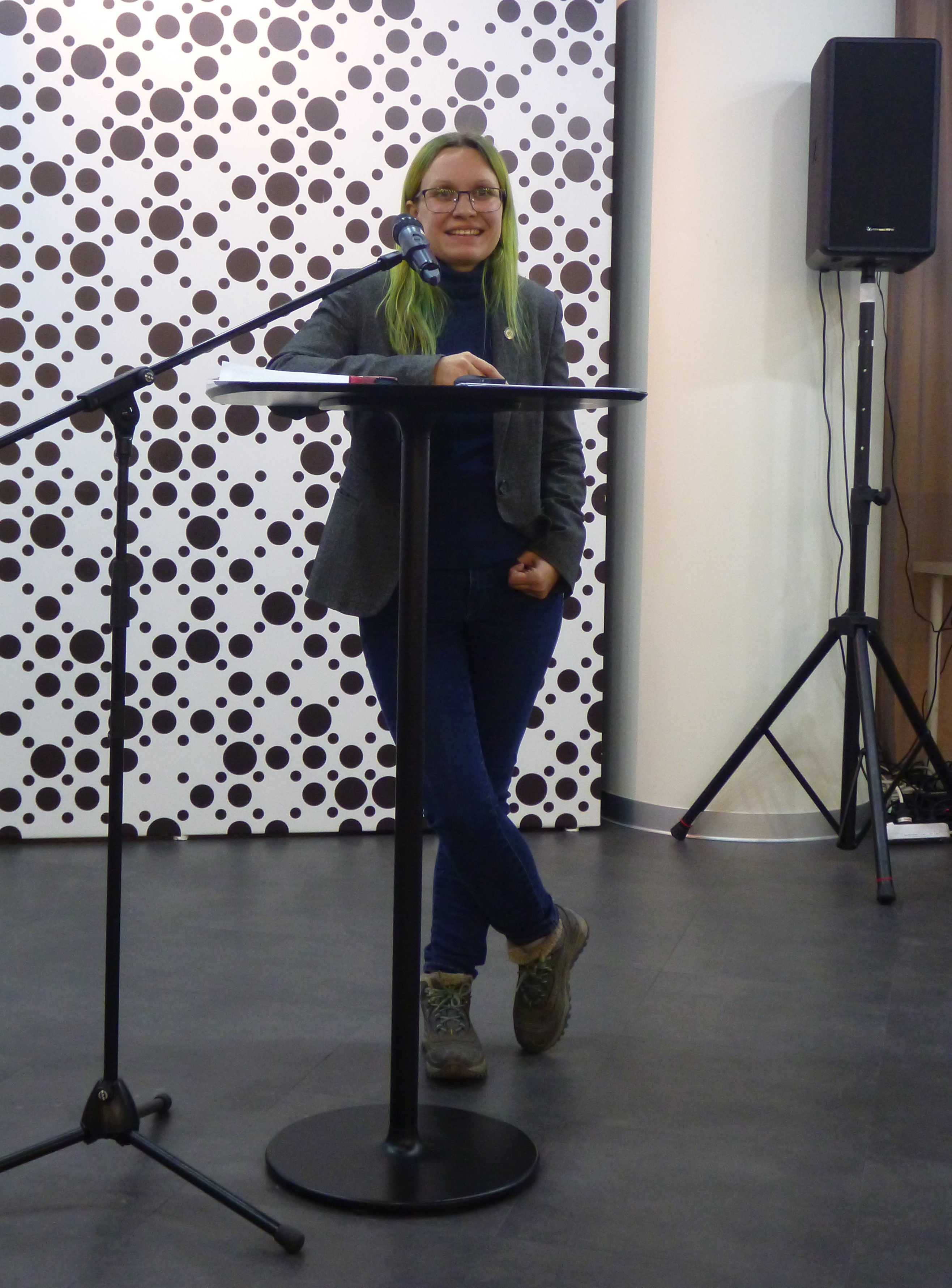
Декан факультета истории Европейского университета в Санкт-Петербурге Юлия Сафронова выступает в Ельцин-центре, 16 декабря 2020 года

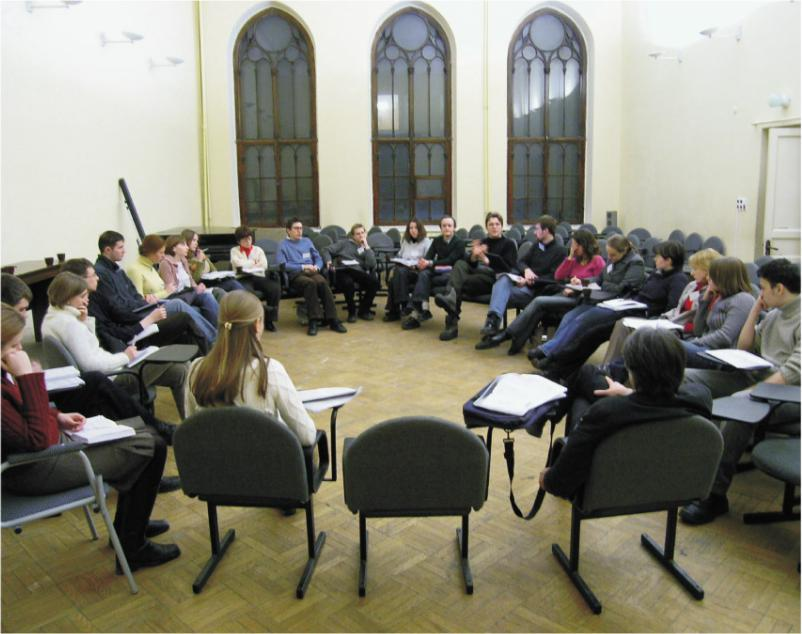
Студенческий круглый стол в конференц-зале, 2004 г.

Помимо этого, в ЕУСПб действует 14 научно-исследовательских центров и программ.

### Исследовательские центры
- Прикладной центр машинного обучения, анализа данных и статистики (ПЦ МАСТ)
- Институт проблем правоприменения
- Центр исследований модернизации
- Центр прикладных исследований
- Центр исследований науки и технологии
- Центр «Res Publica»
- Межфакультетский центр «Петербургская иудаика»
- Центр антропологии религии
- Программа «Гендерные исследования»
- Программа развития партнёрских центров
- Центр социальных исследований Севера
- Центр экономических исследований энергетики и окружающей среды (ИЦ ЭНЕРПО)
- Центр институционального анализа науки и образования
- Центр изучения культурной памяти и символической политики
- Центр «Прожито»

### Международные программы
В университете существует две междисциплинарные программы, преподавание всех курсов на которых ведётся на английском языке, а подавляющее большинство студентов являются представителями стран Европы и Северной Америки. Ежегодно университет принимает около 50 новых студентов-иностранцев, что составляет порядка 20-25 % от общей численности студентов вуза.

#### IMARES
Международная программа евразийских исследований IMARES, или International Master of Arts (MA) in Russian and Eurasian Studies, была создана ещё в 1997 году на факультете политических наук и социологии. Это одногодичная (60 кредитов) магистерская программа с курсами по политическим наукам, экономике, социологии и истории России и сопредельных государств.

#### ENERPO
Программа «Энергетическая политика в Евразии» (ЭНЕРПО/ENERPO) — единственная в России междисциплинарная программа магистерского уровня на английском языке, направленная на комплексное исследование вопросов энергетической политики в России и на постсоветском пространстве. Среди вопросов, которые изучают студенты — роль энергоресурсов в экономическом развитии стран региона; энергетическая безопасность России; анализ крупнейших энергетических рынков (ЕС, Китай, Ближний Восток) и их влияния на политику в Евразии; изменение климата и потенциал возобновляемых источников энергии.

### Библиотека

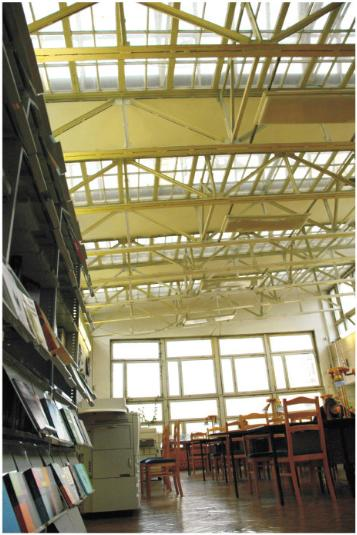
Университетская библиотека

Библиотека ЕУСПб была задумана как модель вузовской библиотеки нового для постсоветской России типа, соответствующей международным стандартам, использующей современные информационные технологии, постоянно пополняющей свои фонды мировой научной литературой и справочными материалами по профилю университета, интегрированной в региональное, национальное и мировое библиотечное сообщество.
Библиотека комплектует свой фонд в соответствии с учебными программами и на основе заказов факультетов университета. По этой причине значительная часть книжного собрания библиотеки — это литература по общественным и гуманитарным наукам. Фонд библиотеки ЕУСПб составляет около 55 тысяч единиц хранения.
Библиотека спланирована по принципу открытого пространства со свободным доступом пользователей ко всем отделам книжного фонда. Это обеспечивается организацией фондов в соответствии со структурой Десятичной классификации Дьюи (ДКД). Использование системы индексов Дьюи упрощает связь библиотеки ЕУСПб с базами данных огромного количества библиотек (в частности, с библиотеками США и Канады, где 85 % библиотек работают по системе ДКД), поскольку в рамках общей классификации язык построения запросов на поиск информации в различных базах становится одинаковым.
Помимо собраний книг и журналов, библиотека предоставляет читателям доступ к сетевым электронным ресурсам, изданиям на аудио- и видеокассетах и оптических дисках. Библиотека ЕУСПб — единственная негосударственная библиотека в России, которая регулярно входит в число победителей открытых конкурсов, организуемых Министерством образования и науки Российской Федерации и Государственной публичной научно-технической библиотекой России, на право получения лицензионного доступа к полнотекстовым международным базам данных.

### Издательство
Основано в 2000 году. Выпускает научную и научно-популярную литературу общественно-гуманитарной направленности. Выпускаются следующие серии: Avant-Garde, Res Publica, Studia Ethnologica, Азбука понятий, Гендерная серия, Прагматический поворот, Территории истории, Территории взгляда, Учебники ЕУ, Эпоха войн и революций, Эстетика и политика.